# Cölestin Josef Ganglbauer
Cölestin Ganglbauer, O.S.B. (Thanstetten, 20 de agosto de 1817 – Viena, 14 de dezembro de 1889) foi um frei e cardeal austríaco da Igreja Católica, arcebispo de Viena.

## Biografia
Filho primogênito de Johann e Katharina Ganglbauer, pequenos agricultores e negociantes de cavalos, foi batizado com o nome Josef. Em 1838 ele entrou para a Ordem de São Bento na abadia beneditina em Kremsmünster na Alta Áustria, quando adotou o nome de Cölestin e estudou teologia até 1843.
Fez seus votos em 25 de agosto de 1842, recebeu as insígnias do diaconato em 15 de julho de 1843 e foi ordenado padre em 22 de julho seguinte. Primeiro foi capelão em Neuhofen an der Krems, lecionou no Stiftsgymnasium, foi então chefe do confessionário e prior a partir de 1875.

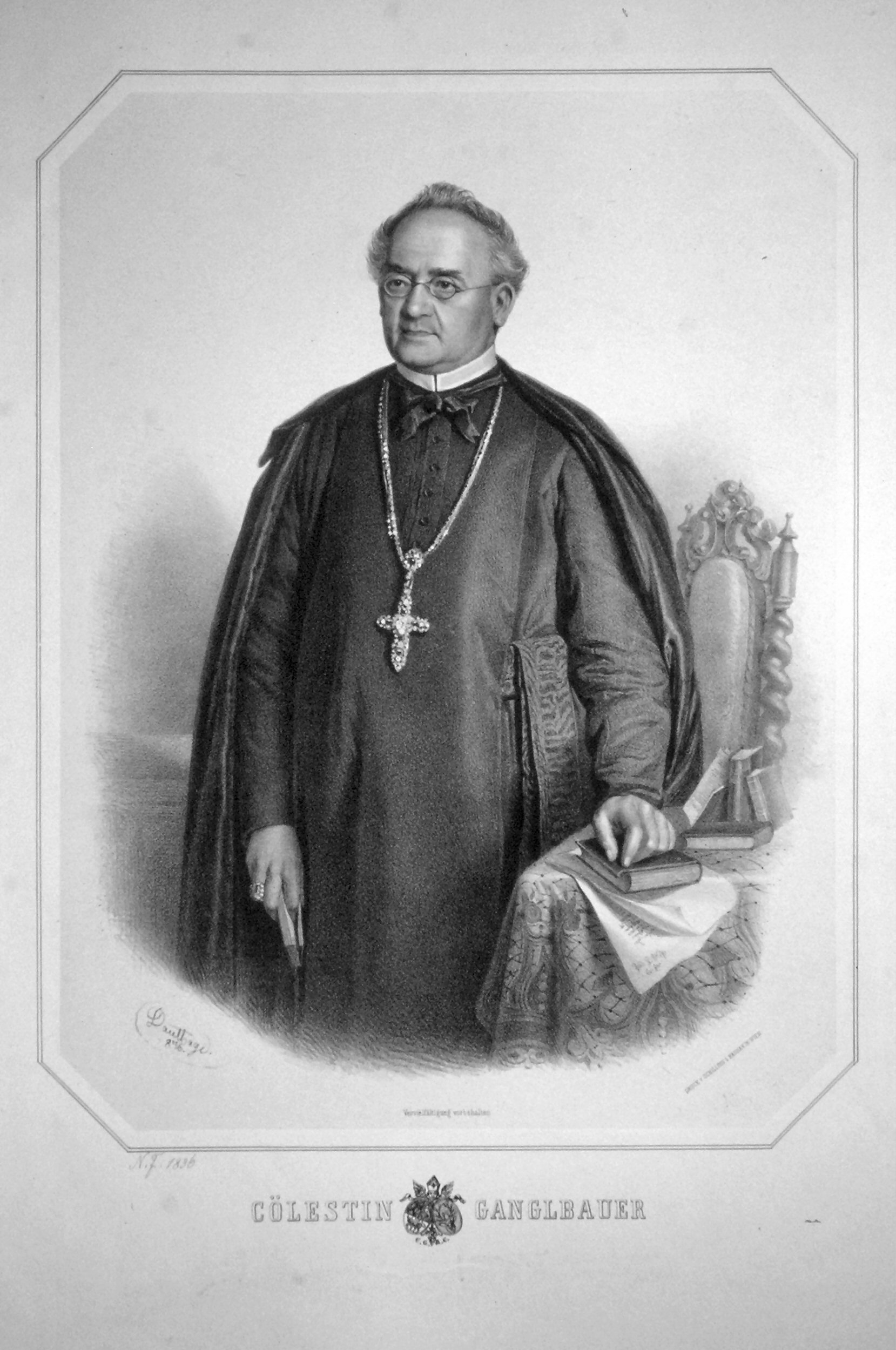
Cölestin Ganglbauer quando era abade de Kremsmünster

Em 19 de abril de 1876 foi eleito abade de Kremsmünster e conseguiu renovar o mosteiro e a igreja colegiada por ocasião dos seus 1100 anos - comemoração completa em 1877. Ele também era um membro do Reichsrat austríaco.
No banquete por ocasião do 1100º aniversário em 18 de agosto de 1877, o imperador Francisco José ficou impressionado com o brinde do abade. Ganglbauer apresentou-se como adotante do Josefismo e liberal-leal ao imperador, sobretudo porque brindou primeiro ao imperador e só depois ao papa.
Com a vacância na Arquidiocese de Viena, Francisco José apresentou seu nome em 23 de março de 1881 e seu nome foi aprovado em 4 de agosto. Foi consagrado em 28 de agosto, na Abadia de Kremsmünster, por Serafino Vannutelli, núncio apostólico para o Império Austríaco, assistido por Franz Joseph Rudiger, bispo de Linz e por Matthäus Joseph Binder, bispo de Sankt Pölten.
Foi criado cardeal pelo Papa Leão XIII, no Consistório de 10 de novembro de 1884, recebendo o barrete vermelho e o título de cardeal-presbítero de Santo Eusébio em 10 de junho de 1886.
Ganglbauer fundou a Allgemeine Wiener Kirchenbauverein para construir novas igrejas nos bairros operários de Viena. Com seu apoio, Anton Maria Schwartz pode fundar a Congregação dos Calasantinos em Viena em 24 de novembro de 1889, que se propôs a cuidar da pastoral dos trabalhadores. Dois anos antes da encíclica papal Rerum Novarum de Leão XIII, com forte ação social, em 20 de fevereiro de 1889 dedicou uma carta pastoral à questão social. Ele também promoveu o canto da igreja, a música da igreja e as associações católicas.
Foi o principal sagrante de Ernest Maria Müller, bispo de Linz (1885) e de Luigi Galimberti, núncio apostólico (1887).
Morreu em 14 de dezembro de 1889 às 13h25, no palácio arquiepiscopal de Viena. Transferido do palácio para a catedral metropolitana de Sankt Stefan de Viena, em 18 de dezembro de 1889, a missa fúnebre, celebrada por Luigi Galimberti, núncio apostólico na Áustria-Hungria, ocorreu naquela catedral em 19 de dezembro e os restos mortais foram enterrados na mesma catedral.